# Gatunella reducta
Gatunella reducta är en insektsart som först beskrevs av Morgan Hebard 1927.  Gatunella reducta ingår i släktet Gatunella och familjen vårtbitare. Inga underarter finns listade i Catalogue of Life.